# Heinrich Simroth

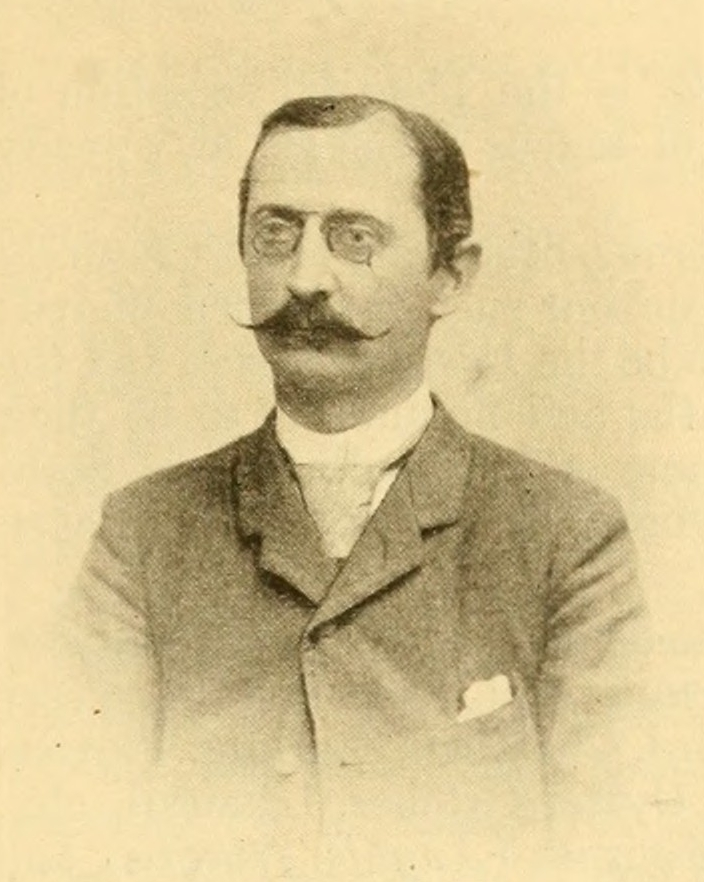
Heinrich Simroth (1902)

Heinrich Rudolf Simroth (* 10. Mai 1851 in Riestedt; † 31. August 1917 in Gautzsch bei Leipzig) war ein deutscher Zoologe.

## Werdegang
Simroth wurde 1875 an der Universität Straßburg zum Dr. phil. in Zoologie promoviert (Titel der Arbeit: Zur Kenntnis des Bewegungsapparates der Infusionstiere). Von 1876 bis 1879 war er als Lehrer an der Realschule in Naumburg tätig. Seine Habilitation erfolgte 1888 an der Universität Leipzig. Ab dem Sommersemester 1889 lehrte er in Leipzig, wo er 1895 schließlich zum außerordentlichen Professor berufen wurde. Im Jahr 1890 wurde er zum Mitglied der Leopoldina gewählt.
Er war lange Jahre Mitglied in der Naturforschenden Gesellschaft zu Leipzig, zuletzt Vorstand des Vereins.

## Werke (Auswahl)
- Ueber die morphologische Bedeutung der Weichthiere. Verl.-Anst. und Dr. A.-G., Hamburg 1890 (Digitalisat)
- Die Pendulationstheorie. Grethlein, Leipzig 1907, 2. Auflage 1914
- Abriß der Biologie der Tiere. 2 Bände, Göschen, Leipzig 1901, 2. Auflage 1907, 3. Auflage 1913, 4. Auflage 1923

## Nachruf
- Heinrich Simroth, ein Nachruf von Paul Ehrmann (Naturforschende Gesellschaft zu Leipzig).